# Medalla pel Servei Impecable
La Medalla pel Servei Impecable (rus: Медаль «За безупречную службу») era una condecoració soviètica, creada el 14 de setembre de 1957 per Nikita Khrusxov i atorgada als membres de l'Exèrcit Soviètic, la Flota de Guerra, l'Exèrcit i els orgues del Ministeri d'Afers Interns de l'URSS, l'Exèrcit i els orgues del Comitè Seguretat de l'Estat juntament al Consell de Ministres de l'URSS, que hagin servit a les estructures que corresponguin almenys 10 anys i que no tinguin les excepcions pel període de servei.
La decisió de la institució de la medalla va ser acceptada pel Decret de la Presidència del Soviet Suprem de l'URSS del 14 de setembre de 1957, però la medalla pròpiament no va ser establerta fins al 25 de gener de 1958, mitjançant decrets del Ministeri de Defensa de l'URSS, el Ministeri d'Afers Interns de l'URSS i del President del Comitè de Seguretat de l'Estat de l'URSS.
La seva concessió és feta pel Ministre de Defensa de l'URSS, el Ministre d'Afers Interiors de l'URSS o pel President del Comitè de Seguretat de l'Estat de l'URSS.
Consisteix en 3 graus:
- La medalla de I classe (pels 20 anys de servei impecable)
- La medalla de II classe (pels 15 anys de servei impecable)
- La medalla de III classe (pels 10 anys de servei impecable)

El rang superior és el de I classe. La condecoració és feta successivament: primer es concedeix la de 3a classe, després la de 2a i, finalment, la de 1a classe. Això no obstant, aquells que ja haguessin complert amb els terminis establerts en el moment de la institució de la medalla podien rebre immediatament la 2a ó la 1a classe.
Penja a l'esquerra del pit, i s'instal·la després de qualsevol altra medalla soviètica. Juntament amb la medalla s'atorgava un certificat acreditatiu.

## Història
Encara abans del final de la Gran Guerra Patriòtica, la Presidència del Soviet Suprem de l'URSS introduí l'ordre, mitjançant decret de 4 de juny de 1944, respecte a la concessió d'ordes i medalles als militars de l'Exèrcit Roig per un llarg servei. El decret preveia la concessió de la medalla "Per mèrits de guerra" pels 10 anys de servei impecable, l'orde de l'Estrella Roja pels 15 anys, l'orde de la Bandera Roja pels 20 anys, l'Orde de Lenin pels 25 anys i una segona orde de la Bandera Roja pels 30.
Les concessions dels premis de combat van transformar-se, per tant, en condecoracions massives pel llarg servei. Així doncs, l'orde de la Bandera Roja (un dels ordes de combat més honorables) arribà a concedir-se fins a 300.000 vegades pel llarg servei. Això només comportà una devaluació del prestigi de dites condecoracions. Per tant, el 1957, es decidí la interrupció de la concessió d'ordres per un llarg servei; i en canvi crear una medalla destinada a tal fi, diferenciada per a cadascun dels 3 departaments de seguretat (el Ministeri de Defensa de l'URSS, el Ministeri d'Afers Interns de l'URSS i el Comitè de Seguretat de l'Estat de l'URSS).

## Disseny
Consisteix en una medalla circular de 32mm de diàmetre. La primera classe estava fabricada en plata (les primeres edicions) o en llautó platejat.
El disseny de totes tres medalles és idèntic: a l'anvers hi figura una estrella de 5 puntes al mig de la medalla amb la falç i el martell al centre de l'estrella. Entre les puntes de l'estrella surten raigs de llum, i tota la medalla està envoltada de branques de llorer.
Les medalles difereixen en el material de què estan fetes, així com en la presència de l'esmalt: els 10 anys és bronze daurat, els 15 anys en plata amb una estrella daurada, i els 20 anys és de plata amb una estrella roja d'esmalt. A més, en les medalles instituïdes pel Comitè de Seguretat de l'Estat, entre els raigs inferiors de l'estrella, apareixen les xifres romanes "XX", "XV" ó "X", segons sigui la 1a, 2a ó 3a classe.
El revers és diferent segons el departament de la medalla:
- La medalla del Ministeri de Defensa: al revers apareix la inscripció "ВООРУЖЕННЫЕ СИПЫ" (Forces Armades) a la part superior, i a la inferior, "CCCP" (URSS). Al centre hi ha la inscripció "ЗА 20/15/10 БЕЗУПРЕЧНУЮ СЛУЖБЫ" (Pels 20/15/10 Anys de Servei Impecable) en 4 ratlles, i a sota, hi ha una estrella de 5 puntes.
- La medalla del Ministeri d'Afers Interns: al revers apareix la inscripció "ЗА 20/15/10 БЕЗУПРЕЧНУЮ СЛУЖБЫ" (Pels 20/15/10 Anys de Servei Impecable) en 3 ratlles al centre, i a la part inferior les sigles "МВД СССР" (Ministeri d'Afers Interns de la Unió Soviètica). A la part superior hi ha una estrella de 5 puntes. Diverses repúbliques soviètiques (Rússia, Moldàvia, Armènia, Lituània i Tadjikistan) van emetre la seva pròpia medalla, igual en tot llevat que apareixien les sigles de cadascun dels seus ministeris d'interiors. (Rússia: МВД РСФСР)
- La medalla del Ministeri de la Guàrdia de l'Orde Públic (МООП) de les Repúbliques: al revers apareix la inscripció "ЗА 20/15/10 БЕЗУПРЕЧНУЮ СЛУЖБЫ" (Pels 20/15/10 Anys de Servei Impecable) en 3 ratlles al centre, i a la part inferior les sigles del Ministeri de la Guàrdia de l'Orde Públic de cadascuna de les 15 Repúbliques de la Unió Soviètica (l'única excepció era l'RSS d'Ucraïna, en la que només apareixia la inscripció МООП). A la part superior hi ha una estrella de 5 puntes.
- La medalla del Comitè de Seguretat de l'Estat (KGB): al revers apareix la inscripció "ЗА БЕЗУПРЕЧНУЮ СЛУЖБЫ" (Pel Servei Impecable) en 3 ratlles al centre, i a la part inferior hi ha una estrella de 5 puntes.

Les medalles es suspenen sobre un galó pentagonal de seda de muaré vermell, de 24mm d'ample. amb barres de 3 mm verdes a cada costat. El dels 10 anys conté 3 franges grogues de 3 mm al mig, el de 15 anys en conté dues, i el dels 20 anys té una única franja groga al mig